# 9418 Mayumi
A 9418 Mayumi (ideiglenes jelöléssel 1995 WX5) a Naprendszer kisbolygóövében található aszteroida. Naoto Sato és Urata Takesi fedezte fel 1995. november 18-án.